# Marathon van Xiamen 2015
De marathon van Xiamen 2015 werd gelopen op zaterdag 3 januari 2015. Het was de dertiende editie van deze marathon. Het evenement heeft de status IAAF Gold Label Race. 
De Keniaan Moses Mosop kwam bij de mannen als eerste over de streep in 2:06.19. De 25-jarige Ethiopische Mare Dibaba zegevierde net als het jaar ervoor bij de vrouwen, ditmaal in 2:19.52. Ze verbeterde hiermee het parcoursrecord. 

## Wedstrijd
Mannen
| rang   | naam                    | land | tijd    |
| ------ | ----------------------- | ---- | ------- |
| Goud   | Moses Mosop             | KEN  | 2:06.19 |
| Zilver | Tilahun Regassa         | ETH  | 2:06.54 |
| Brons  | Abrha Milaw             | ETH  | 2:08.09 |
| 4      | Robert Kipkorir Kwambai | KEN  | 2:08.18 |
| 5      | Tadese Tola             | ETH  | 2:10.30 |
| 6      | Ali Abdosh Mohammed     | ETH  | 2:12.55 |

Vrouwen
| rang   | naam            | land | tijd    |
| ------ | --------------- | ---- | ------- |
| Goud   | Mare Dibaba     | ETH  | 2:19.52 |
| Zilver | Meseret Legesse | ETH  | 2:27.38 |
| Brons  | Mirriam Wangari | KEN  | 2:27.53 |
| 4      | Meseret Godana  | ETH  | 2:36.11 |
| 5      | Cao Mojie       | CHN  | 2:43.06 |
| 6      | Yang Jing       | CHN  | 2:44.09 |

2003 ·
2004 ·
2005 ·
2006 ·
2007 ·
2008 ·
2009 ·
2010 ·
2011 · 
2012 ·
2013 · 
2014 ·
2015 ·
2016 ·
2017